# СумДУ (мини-футбольный клуб)
ФК «СумДУ» (ранее — «Университет», «Универ-Автомар», «СумДУ-Артмотор») — украинский мини-футбольный клуб из Сум, победитель Первой лиги Чемпионата Украины, многократный чемпион Украины среди ВУЗов и вице-чемпион Европы среди студентов.

## История
Команда создана в 2000 году под названием «Университет» для участия в чемпионате Сум и Сумской области по мини-футболу. Уже в следующем сезоне университетский коллектив впервые становится чемпионом города.

### Чемпионат Украины
В 2002 году «Университет» начинает выступления в Первой лиге Чемпионата Украины по мини-футболу. Свой первый сезон в этом турнире команда завершает на шестом месте, а следующий — на четвёртом. В сезоне 2004/05 «Университет» становится серебряным призёром Первой лиги и получает право участия в высшей лиге чемпионата страны.
Сезон 2005/06 команда проводит в высшей лиге под названием «Универ-Автомар» и занимает пятнадцатое место. Следующий сезон, в котором команда участвует под названием «СумДУ-Артмотор», приносит коллективу девятое место в высшей лиге чемпионата Украины. В следующих двух розыгрышах чемпионата Украины команда занимает 10 и 11 место соответственно. После четырёх проведённых сезонов студенческая команда покидает элитный дивизион ввиду отсутствия нужного финансирования.
Понизившись в классе, команда окончательно меняет название на «СумДУ» и продолжает борьбу за победу в Первой лиге страны. В 2012 году команда становится чемпионом Первой лиги, однако отказывается от выхода в высшую лигу из-за отсутствия спонсора.
Возвращение «СумДУ» в Экстра-лигу чемпионата Украины состоялось лишь в 2014 году. Однако после занятого предпоследнего места в сезоне 2014/15 руководство клуба приняло решение о прекращении участия в элитном дивизионе.

### Чемпионат Украины среди ВУЗов
Начиная с 2004 года команда университета участвует в чемпионате страны по мини-футболу среди команд высших учебных заведений, и является многократным чемпионом и призёром страны среди ВУЗов.
В 2012 году «СумДУ» выигрывает свой шестой титул чемпиона страны среди студентов.

### Международные турниры
В 2007, 2009 и 2011 году команда «СумДУ» принимала участие в чемпионате Европы по мини-футболу среди студентов. 2007 и 2011 годы принесли «СумДУ» четвёртое место, а в 2009 году команда стала серебряным призёром.
В 2013 году сумская команда также приняла участие в студенческом чемпионате Европы, но заняла лишь седьмое место. Ещё хуже сумчане выступили в 2015 году, заняв рекордно низкое семнадцатое место.

## Известные воспитанники
Из-за того, что команда «СумДУ» не имела возможности принимать участие в высшей лиги чемпионата Украины, ряд воспитанников команды продолжали выступление в командах элитного дивизиона. Среди них: Валерий Карацюба и Николай Лебедь («Енакиевец»), Владимир Саенко («ПФС»), Андрей Бурдюк («ЛТК»), Николай Белоцерковец (харьковский «Локомотив»). Виталий Колесник, игравший за сумскую команду с 2000 года, выступает в польском клубе «Ред Девилз». А так же Евгений Петраков, Андрей Гончаров, Макисм Мысловский, Александ Костюченко, Антон Гуменюк (заслуженный мастер спорта Украины) и др. 

## Достижения
- Семикратный чемпион Украины среди ВУЗов (2004, 2005, 2007, 2009, 2011, 2012,2016)
- Чемпион Украины среди команд Первой лиги (2012,2017)
- Вице-чемпион Европы среди студентов (2009)